# Raorchestes crustai
Espèce
Raorchestes crustai est une espèce d'amphibiens de la famille des Rhacophoridae.

## Systématique
L'espèce Raorchestes crustai a été décrite en 2011 par Anil Zachariah (d), K. P. Dinesh (d), E. Kunhikrishnan (d), Sandeep Das (d), David V. Raju (d), Chandrasekharamenon Radhakrishnan (d), Muhamed Jafer Palot (d) et S. Kalesh (d).

## Répartition
Cette espèce est endémique du Kerala en Inde. Elle se rencontre à environ 600 m d'altitude dans le district de Thiruvananthapuram dans les Ghats occidentaux.

## Description
L'holotype de Raorchestes crustai, un mâle adulte, mesure 25,4 mm. Son dos est gris brun avec une marque en forme de V inversé entre sa nuque et ses membres antérieurs. Le dessous de sa tête est brunâtre avec de petites taches. Sa gorge est orange clair, sa poitrine brunâtre avec de petites taches et sa région abdominale orange foncé.

## Étymologie
Son nom d'espèce, du latin crusta, « écorce », lui a été donné en référence à la canopée où vit cette espèce.

## Publication originale
- Zachariah, Dinesh, Kunhikrishnan, Das, Raju, Radhakrishnan, Palot &, Kalesh, 2011 : « Nine new species of frogs of the genus Raorchestes (Amphibia: Anura: Rhacophoridae) from southern Western Ghats, India ». Biosystematica, vol. 5, p. 25-48 (lire en ligne).